# Jan-Henrik Heinrich
Jan-Henrik Heinrich (* 19. Juli 1963 in Hamburg) ist ein ehemaliger deutscher Sportschütze im Wurfscheibenschießen in der Disziplin Skeet.

## Leben und Karriere
Heinrich nahm bei zwei Olympischen Spielen am Skeet-Wettkampf teil, in Atlanta 1996 belegte er mit 118 von 125 Wurfscheiben Platz 26 und in Sydney 2000 wurde er mit 121 von 125 getroffenen Wurfscheiben Vierzehnter. 1994 gewann er bei den Weltmeisterschaften in Fagnano mit der Mannschaft zu der auch Bernhard Hochwald und Axel Wegner gehörte die Bronzemedaille. 2002 wurde Heinrich bei der Europameisterschaft in Lonato Vizeeuropameister mit der Mannschaft. Bei ISSF-Weltcups gewann er im Zeitraum 1989–2002 dreimal Gold, dreimal Silber und zweimal Bronze.
Jan-Henrik Heinrich wurde siebenmal Deutscher Meister und neunmal Vizemeister.